# チーフ (紋章学)

チーフ
Argent a chief gules

チーフ（英: Chief、仏: Chef）は、紋章学において、紋章のシールドの上端を水平にわたる帯状のチャージである。横帯という点ではフェスと似ているが、チャージがフィールドの上端に接しているものだけをチーフと呼ぶ。チーフは、ペイル、ベンド、シェブロン及びフェスに加えて、紋章学の基本的なオーディナリーのうちの1つである。ここではチャージとしてのチーフを解説するが、チーフとはもともとシールドの上端を表す言葉であり、紋章記述で「上方に」という意味で幅広く用いられる。

## 解説

### チーフの幅
フィールドのうちチーフの覆う部分がどのくらいの幅であるかは学者によって見解が異なり、その範囲は概ね4分の1から3分の1までにわたる。他のチャージをチーフに置かない場合、つまり、チーフがチャージされていないならば、前者の4分の1説が比較的支持されていると言えるが、チーフにチャージが重ねられている場合はチャージの図柄を描くための場所を確保するために典型的にそのチーフはチャージされていないものより広い。中世及びルネサンス期の若干の紋章では、チーフは更に広く描かれているため、シールドの上半分のほぼ全体を埋めるほどになる。場合によっては、まるでシールドがパーティ・パー・フェスで分割されているように見えるほど広く描かれる。

### ディミュニティブ
イギリス及びスコットランドの紋章学においては、チーフのディミニュティブはないが、明確により細いチーフを用いたければ、チーフ・エンハンスド (chief enhanced) という記述をもって用いることもできる。

### チーフに関する用語

イン・チーフ
Gules a mullet of five points or in chief

イン・チーフ (in chief)チャージをフィールドの上方3分の1くらいの位置に寄せて配置することを表す。紋章学では「上から順」が基本であるため、他のオーディナリーやチャージに重ねずにフィールドに直接チャージを置く場合以外では省略されてしまうことも少なくなく、複雑な図柄でない限りあまり使われることはない。

### 用法
分家の紋章において本家に対するディファレンシングのために、スコットランドの紋章ではチーフをケイデンシー・マークとして用いることもできる。しかし、ケイデンシーを示すにはボーデュアを用いるのが普通の方法であり、ディファレンシングをする前の本家の紋章がすでにボーデュアを用いている場合にほぼ限られるため、チーフをディファレンシングに用いるのは稀である。なお、ディファレンシング (Differencing) とは、個人や分家を区別するために、本来の紋章に何らかのチャージを加えて若干の違いをつけることを言う。ケイデンシー (Cadency) とはイングランド、カナダの紋章に見られるディファレンシングの方法であり、イングランドの場合を例に挙げると、その家の男子の紋章に長男はレイブル（3本以上の垂れを持つチーフのあたりに渡した細い横帯）、次男はクレセント（三日月）、三男はミューレット（星）といったように決まったチャージを加えることである。スコットランドの紋章におけるケイデンシーはイングランドと似ている部分もあるが少々複雑であるため、長男にレイブル、次男以下にボーデュアを用いるという程度の解説に留める。
市民の紋章において、特にドイツの紋章学において、忠誠のチーフ (chief of allegiance) がシールドの上部に加えられることがある。これは、チーフの場所に統治する政府の紋章を縮小したものを置いたものである。イタリアの多くの紋章は、ナポリ王又は神聖ローマ帝国の紋章の流れを汲むチーフを持ち、それらはそれぞれ教皇派と皇帝派を意味する。